# メテオラ (真核生物)
メテオラ Meteora は所属不明の真核の単細胞生物である。前後に伸ばした長い棒状突起と両側に短い腕状の突起を持つ。唯一の種 M. sporadica のみが知られる。

## 特徴
以下、再発見された際のGalindo et al.(2022)による記載に基づいて記す。原記載によく一致するとされている。
透明で鞭毛を持たない真核単細胞生物。細胞本体は卵形で長さ3.22㎛（1.99～3.84）、幅2.76㎛(1.8～3.62)。細胞体の両側面には短い腕状の突起があり、また前後方向にはより長い突起があり、それらは本属の特徴とされている。両側の短い突起の長さは1.58(0.87～3.83)と1.69(1～3．55)㎛、前後の細長い突起は5.35(3.7～8.72)と4.12(2.5～5.79)㎛。原記載では最も長いものは後方のものが5.8㎛、前方のものが17.3㎛に達するとされている。この後方に伸びる突起は素早く変化し、それはおそらく細胞体の伸張、あるいは細胞体への引き込みによって起こると思われる。左右の腕状の突起はその長さがほぼ等しく、それに対して前後の細長い突起は向きによって異なり、移動方向、前方側のそれより後方のそれが長い。

## 分布と生育環境
原記載のものは東地中海のスポラデス海盆の深海底の堆積物の試料から発見された。Galindo et al.(2022)はやはり地中海の、ただし浅い潟湖であるクロアチア領ムリエト島にある Malo Jezero の堆積物から発見した。

## 栄養
Galindo et al.(2022)は本種を研究するに当たって冷凍保存されていた資料を解凍し、室温で数日の培養をした後に本種の増加を確認した。同じ試料ではAmastigomonas spp.（Obazoa、Apusozoa、Apusomonadida、Apusomonadidae）、Rhynchomonas nasuta（ユーグレノゾア門 キネトプラスト綱 ネオボド目 ネオボド科 リンコモナス属）、Ancyromonas spp.（	Eozoa、Loukozoa） が本種と同時に見られ、これは原記載でも同時に観察されたと報告されているものである。これらはいずれもバクテリア食性の滑走性の微生物であり、本種と共通のビオトープにある可能性があり、あるいは共通の餌を求めるものであるかも知れない。
原記載では前後方向の突起に細菌のような顆粒が付属していると記されているが、Galindo et al.(2022)の観察によるとその数は不定で、観察下でその表面沿いに移動し、最終的には細胞体に食作用の形で取り込まれる。

## 分類系統など
本種はその発見時より真核生物の他のどの群とも異なる独特の形態のものと把握され、原生生物の所属不明(Protista incertae sedis)、として扱われた。Galindo et al.(2022)は本種の 18s rRNA のデータに基づいて本種の系統を調べ、ハプト藻類や不等毛類などとの類縁を認める結果を得たがその関係性は低く、系統上の位置を定めるには至っておらず、むしろ未知の高位分類群に当たる可能性も示唆している。